# Bernardo Salviati
Bernardo Salviati (ur. w 1508 we Florencji, zm. 6 maja 1568 w Rzymie) – włoski kardynał.

## Życiorys
Był jednym z jedenaściorga dzieci Jacopo Salviatiego i Lucrezii de' Medici oraz bratem kardynała Giovanniego Salviatiego. W młodości wstąpił do zakonu szpitalników i został ojcem jednej córki. Następnie porzucił życie wojskowe i wstąpił na służbę kościelną. 5 czerwca 1549 został wybrany biskupem Saint-Papoul, z którego zrezygnował 8 sierpnia 1561. 26 lutego 1561 został kreowany kardynałem i otrzymał diakonię S. Simeone Profeta. Zmarł w Rzymie.